# The Orange County Register

Logotyp.

The Orange County Register är en dagstidning som publiceras i Kalifornien.